# Gryllotalpa pilosipes
Gryllotalpa pilosipes är en insektsart som beskrevs av Tindale 1928. Gryllotalpa pilosipes ingår i släktet Gryllotalpa och familjen mullvadssyrsor. Inga underarter finns listade i Catalogue of Life.